# Michael Eskesen
Michael Eskesen (* 5. Juni 1986 in Odense) ist ein dänischer Eishockeyspieler, der seit 2012 bei SønderjyskE Ishockey in der Metal Ligaen unter Vertrag steht.

## Karriere
Michael Eskesen begann seine Karriere als Eishockeyspieler in seiner Heimatstadt in der Nachwuchsabteilung der Odense Bulldogs, für deren Profimannschaft er von 2002 bis 2007 in der AL-Bank Ligaen aktiv war. In diesem Zeitraum gewann er zudem 2003 und 2006 den dänischen Pokalwettbewerb mit seiner Mannschaft. Die Saison 2007/08 verbrachte der Verteidiger bei Stjernen Hockey in der norwegischen GET-ligaen, ehe er in seine dänische Heimat zurückkehrte, wo er in der Saison 2008/09 für die Rødovre Mighty Bulls auflief. Ab der Saison 2009/10 spielte er wieder für die Odense Bulldogs. Nach drei Jahren verließ er die Mannschaft und schloss sich im Sommer 2012 dem Ligarivalen SønderjyskE Ishockey an.
Mit seinem neuen Verein wurde er 2013, 2014 und 2015 Dänischer Meister und gewann zudem 2013 den dänischen Pokalwettbewerb.

### International
Für Dänemark nahm Eskesen im Juniorenbereich an den U18-Junioren-B-Weltmeisterschaften 2002 und 2003, der U18-Junioren-A-Weltmeisterschaft 2004 sowie den U20-Junioren-B-Weltmeisterschaften 2003, 2004, 2005 und 2006 teil. Im Seniorenbereich stand er erstmals bei den Weltmeisterschaften 2011 und 2012 im Aufgebot seines Landes. 

## Erfolge und Auszeichnungen
- 2003 Dänischer Pokalsieger mit den Odense Bulldogs
- 2006 Dänischer Pokalsieger mit den Odense Bulldogs
- 2012 Dänischer Vizemeister mit den Odense Bulldogs
- 2013 Dänischer Meister mit SønderjyskE Ishockey
- 2013 Dänischer Pokalsieger mit SønderjyskE Ishockey
- 2013 Punktbester Verteidiger der AL-Bank-Ligaen (29 Punkte)
- 2014 Dänischer Meister mit SønderjyskE Ishockey
- 2015 Dänischer Meister mit SønderjyskE Ishockey

### International
- 2003 Aufstieg in die Top-Division bei der U18-Junioren-Weltmeisterschaft der Division I

## Metal-Ligaen-Statistik
(Stand: Ende der Saison 2013/14)